# Albatrellus ovinus
Albatrellus ovinus (Jacob Christian Schäffer, 1774 ex František Kotlaba & Zdeněk Pouzar, 1957), sin. Polyporus ovinus (Jacob Christian Schäffer ex Elias Magnus Fries, 1821) sau Scutiger ovinus (Jacob Christian Schäffer ex William Murrill, 1920), din încrengătura Basidiomycota în familia Albatrellaceae și genul Albatrellus denumit în popor babița oilor, buretele oilor sau bureți ciobănești, este o specie de ciuperci comestibile care coabitează, fiind un simbiont micoriza (formează micorize pe rădăcinile arborilor), dar după câțiva autori are de asemenea calități saprofite. Bureții se dezvoltă în România, Basarabia și Bucovina de Nord pe soluri calcaroase în păduri  de conifere și luminișuri, aproape numai în regiuni montane, în grupuri numeroase  adesea concrescuți, din iulie până octombrie.

## Descriere

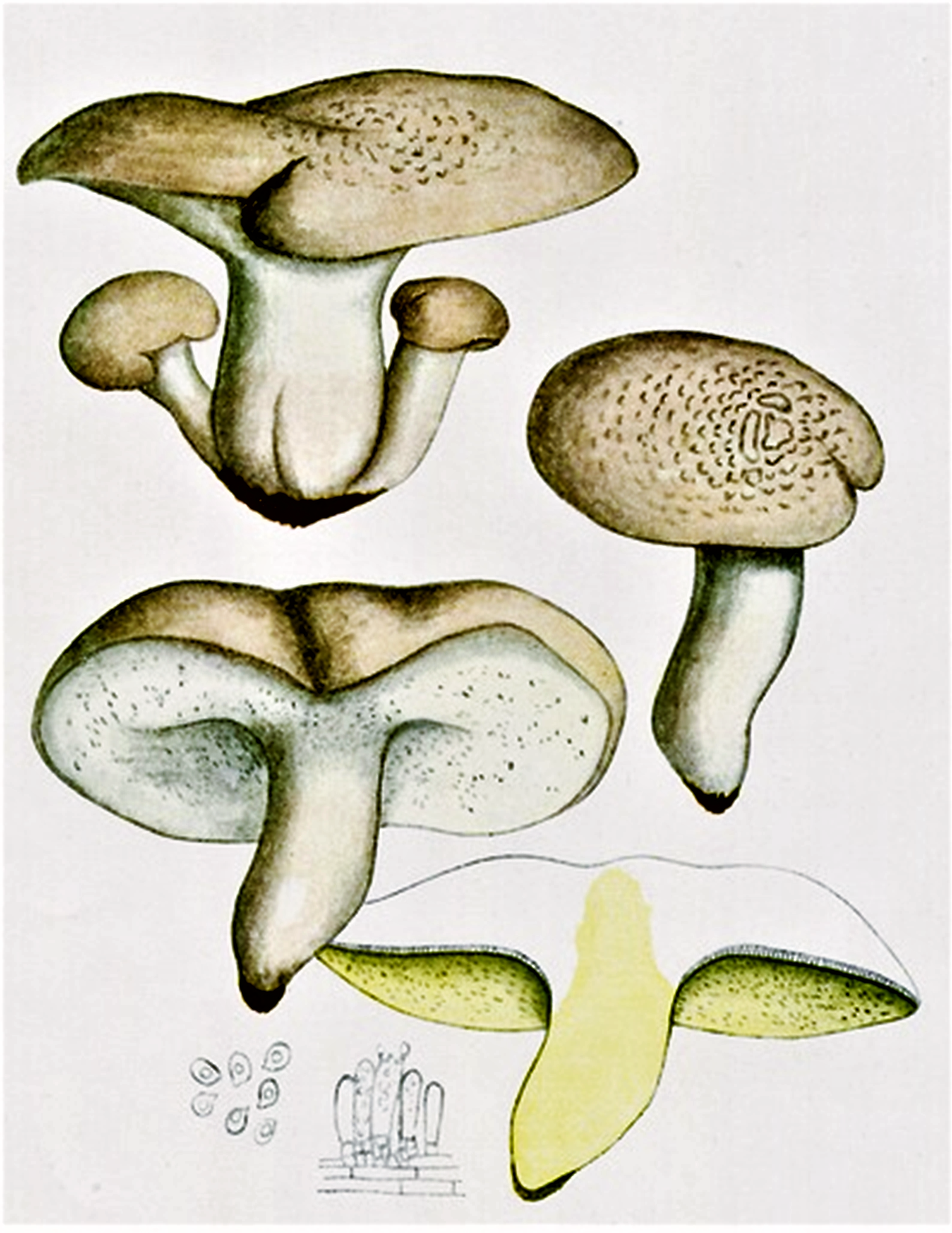
Bres.: Polyporus ovinus

- Pălăria: are un diametru de 6-12 (15) cm și o grosime de 1-4 cm, este cărnoasă, elastică, adesea neregulată, mai întâi sferică cu marginea răsucită în jos apoi întinsă și repede crăpată, nu rar contopită cu cele de exemplarele vecine. Cuticula este uscată, mată și netedă, inițial albicioasă, dar schimbă cu avansarea în vârstă culoarea peste cenușiu până la gălbui-portocaliu-maroniu, rămânând însă mereu cu aspect palid precum marginea mai deschisă. La bătrânețe are tendința de a se sparge în fragmente poliedrice.
- Tuburile și porii: sporiferele sunt foarte scurte, de 1-2 mm lungime și un pic decurente la picior. Coloritul alb îngălbenește ușor la atingere sau cu vârsta. Porii sunt în tinerețe albi, rotunzi, foarte mici (0,2 mm), dar devin gălbui, mai largi și rectangulari la exemplarele mature.
- Piciorul: are o înălțime 2-6 (8) cm și un diametru de 1-3 cm, este scurt, cilindric, solid, mai bulbos către bază cu un vârf subțiat, în poziție centrală sau ușor excentrică față de pălărie, neted până ușor catifelat și de culoare albă, deseori cu pete gălbuie.
- Carnea: este de consistență compactă, tare, friabilă, albă, devenind gălbuie la tăiere, tânără foarte savuroasă și aromatică, cu un miros și gust plăcut de ciuperci.
- Caracteristici microscopice: Sporii sunt rotunjori, netezi și hialini (translucizi), cu o picătură de ulei în centru și o mărime de 3,5-4,5 x 4-5 microni. Pulberea lor este albă.[5][6]
- Reacții chimice: Cuticula și tuburile buretelui se colorează cu anilină galben, cu acid azotic în carne roșu ca morcovul, cu Hidroxid de amoniu în întregime galben, cu Hidroxid de potasiu în carne galben, iar cuticula precum tuburile devin castanii și cu sulfat de fier în întregime gri-negricios.[7]

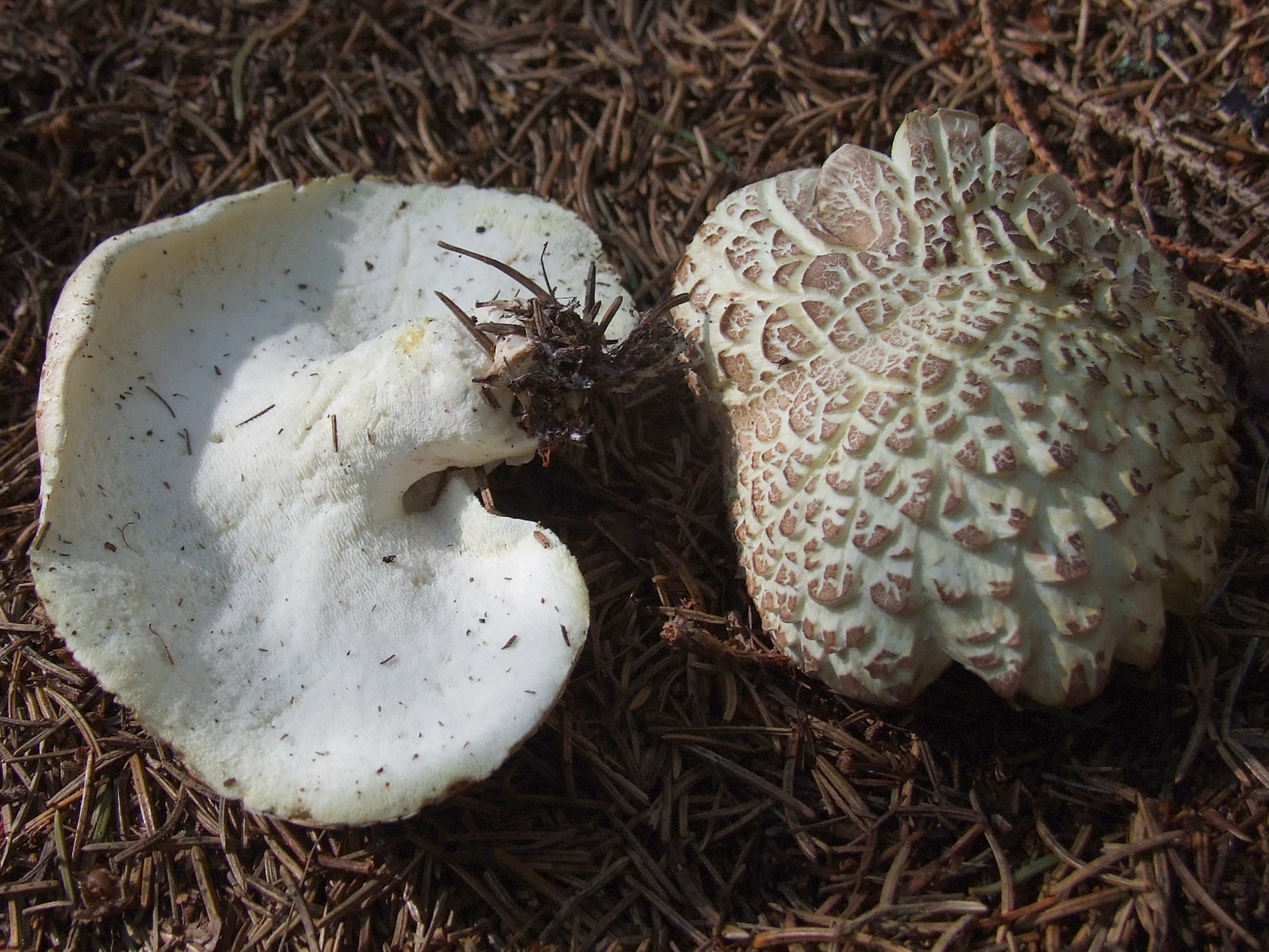
A. ovinus, suprafață și pori
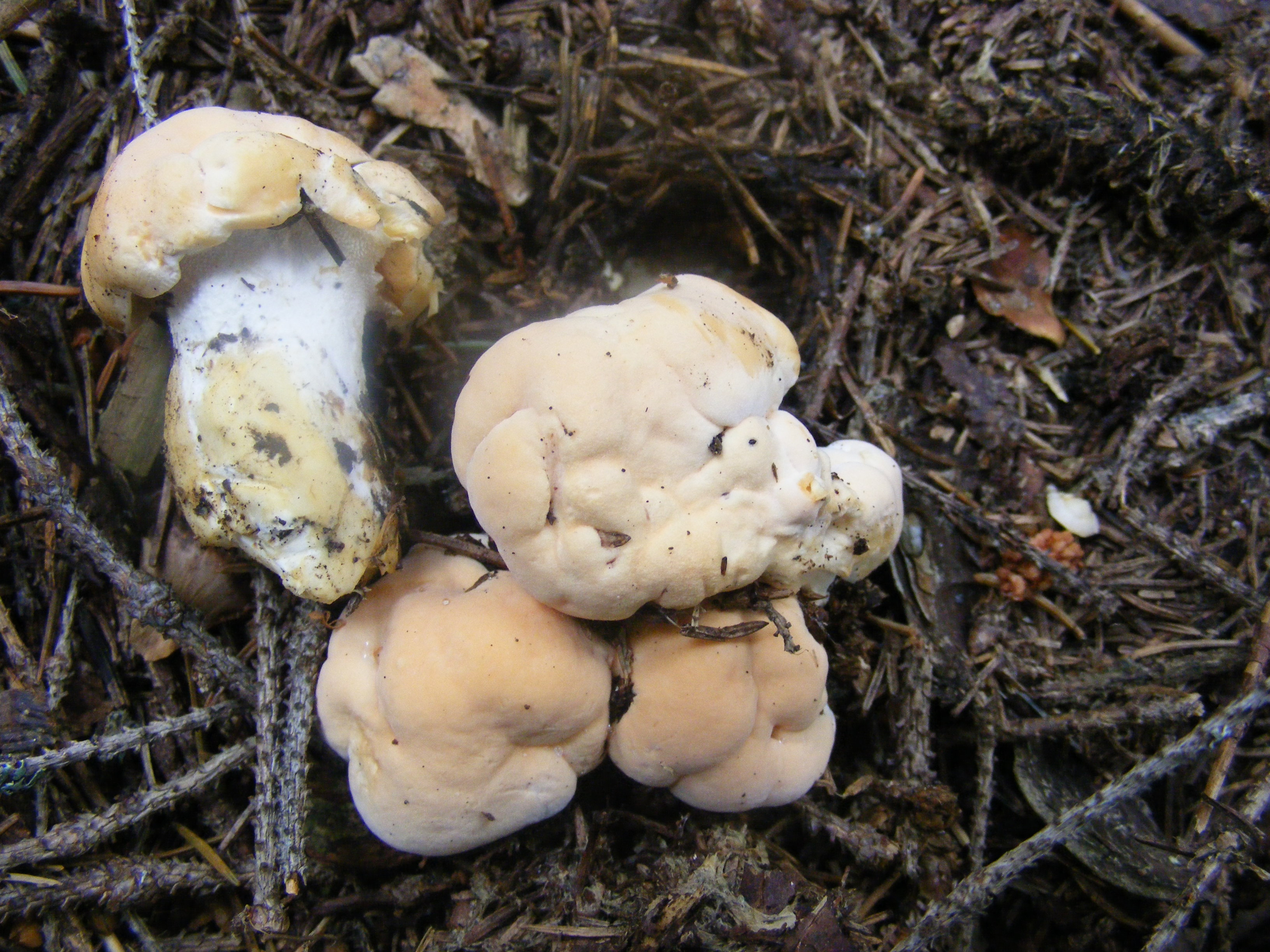
A. ovinus tineri
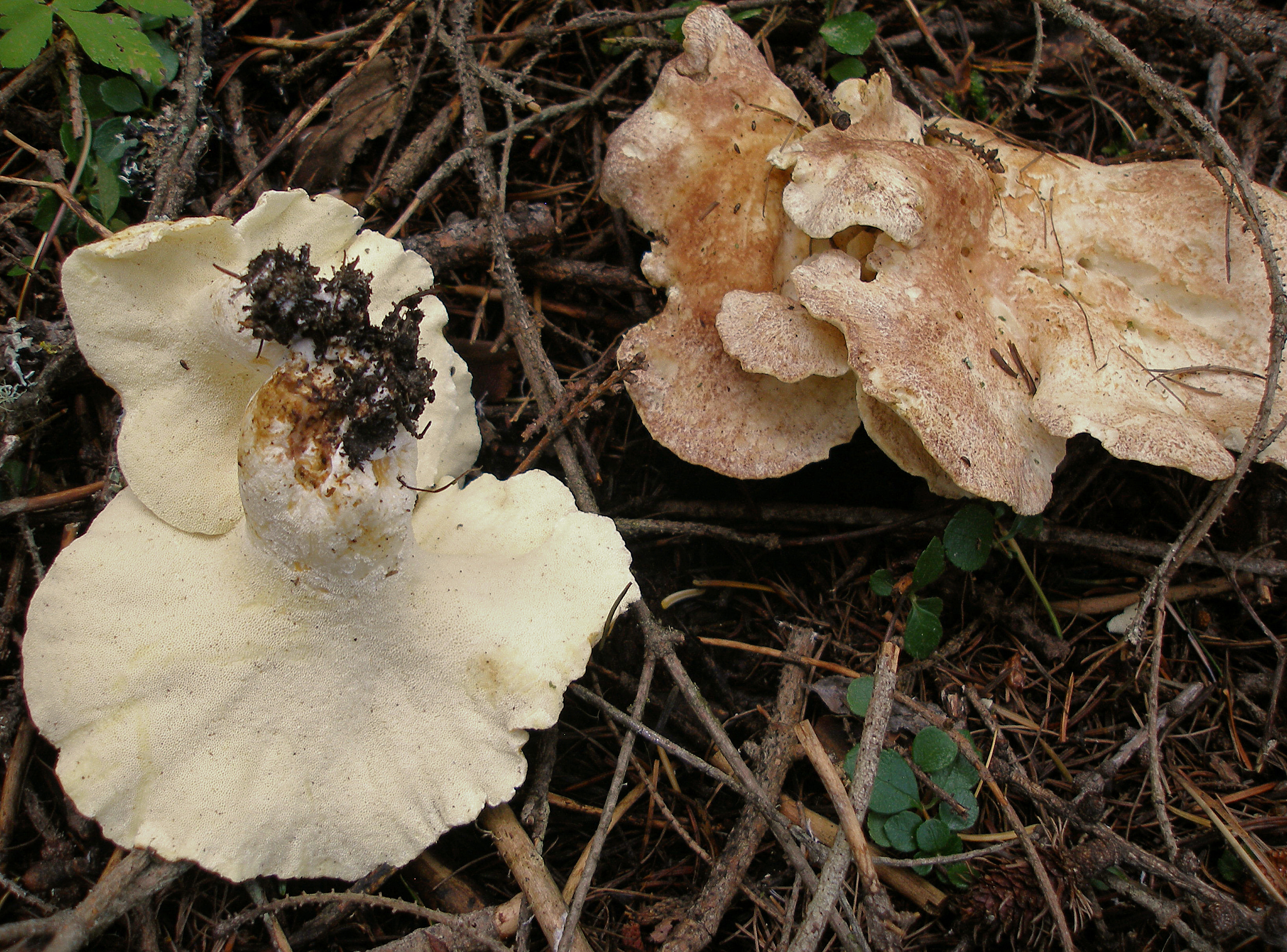
A. ovinus bătrâni

## Confuzii
Babița oilor poate fi confundată în primul rând cu suratele ei care sunt cu toate comestibile cu o excepție, ca de exemplu: Albatrellus avellaneus, Albatrellus citrinus, Albatrellus confluens, Albatrellus cristatus (necomestibil), Albatrellus pes-caprae sin. Scutiger pes-caprae sau Albatrellus subrubescens. Începători ar putea să confundă specia chiar și cu delicioasele Hydnum repandum sau Hydnum rufescens, care însă nu au pori ci țepi pe dedesubt, dar de asemenea cu bureții necomestibili Jahnoporus hirtus și Osteina obducta sin. Grifola ossea.

## Specii asemănătoare

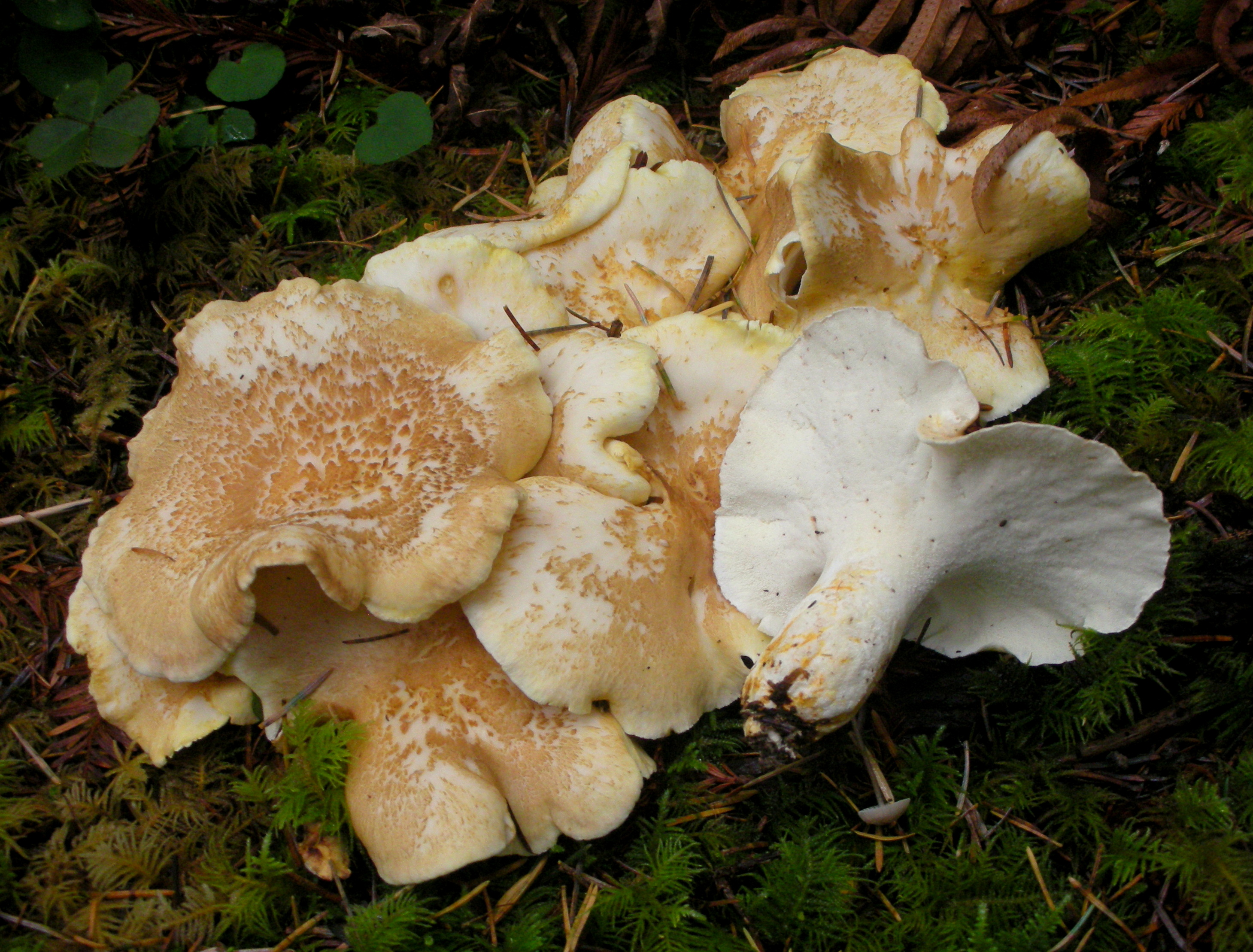
Albatrellus avellaneus
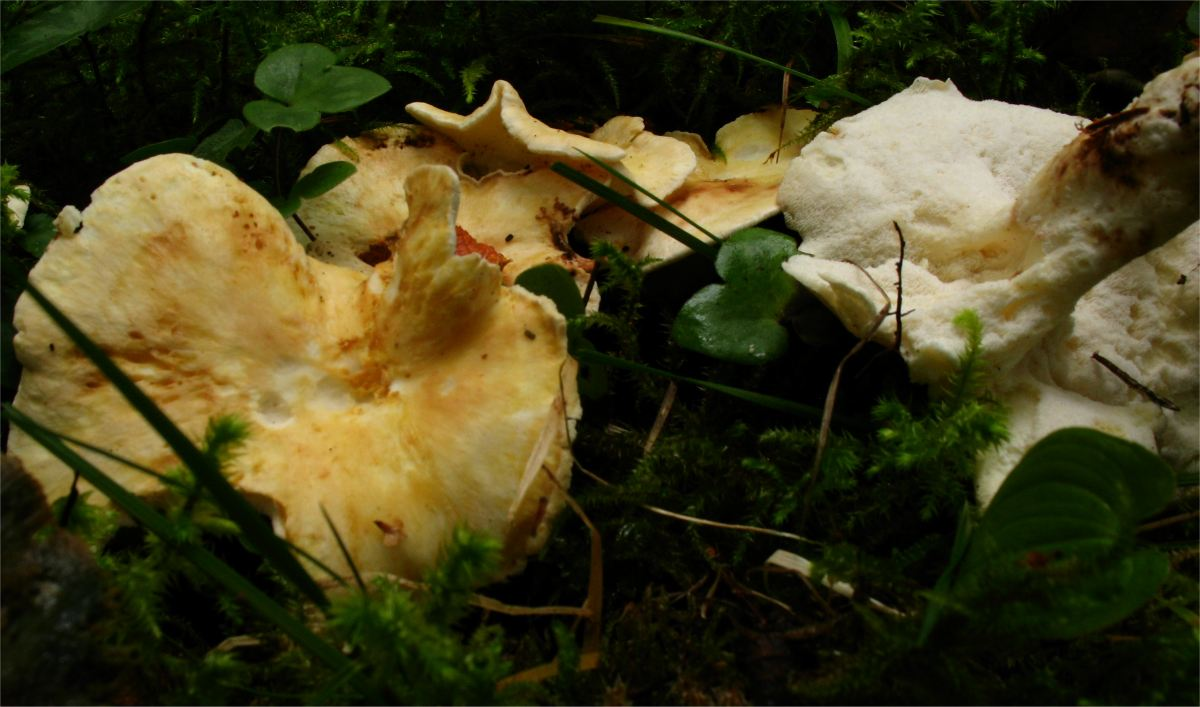
Albatrellus citrinus
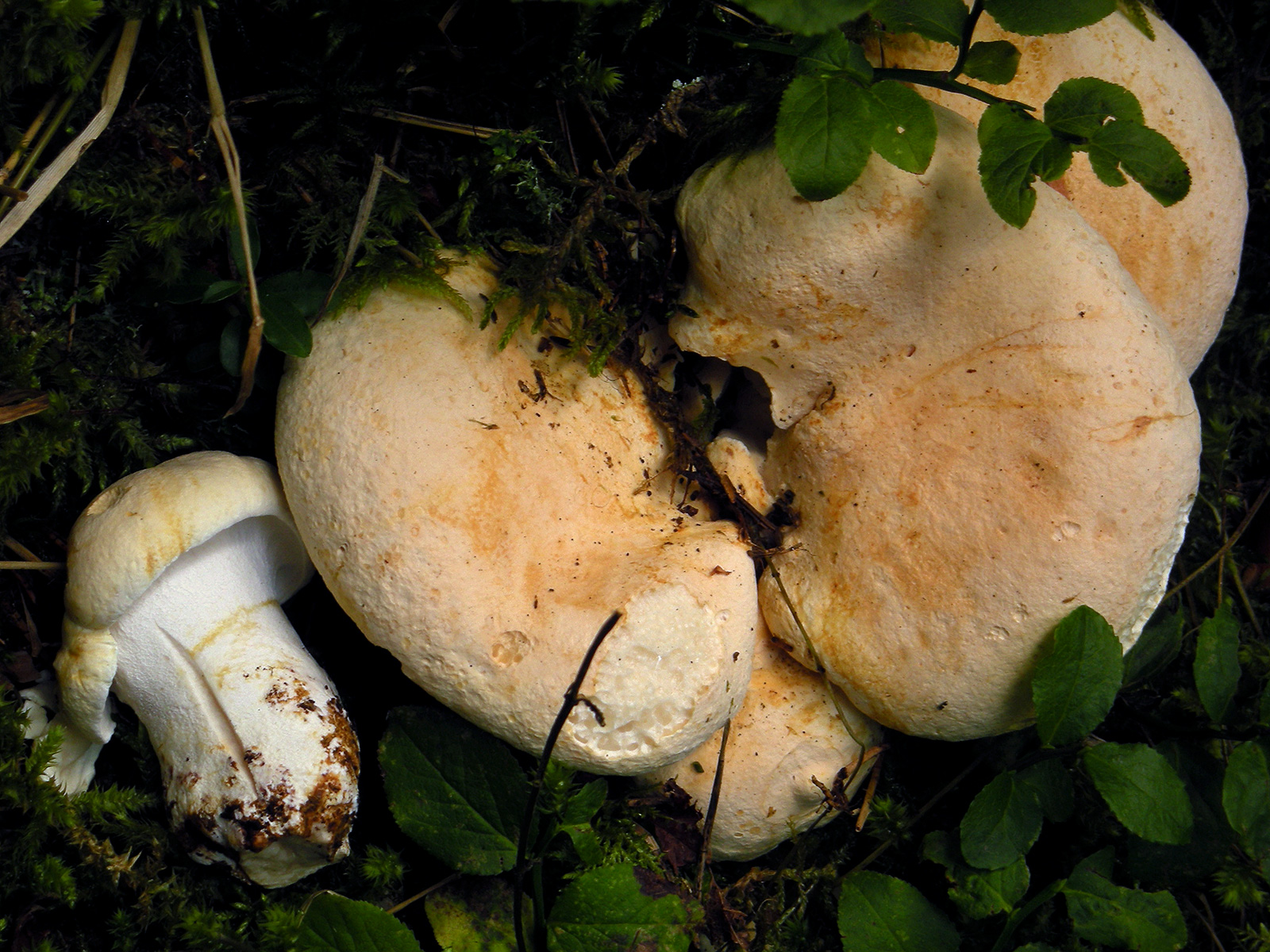
Albatrellus confluens
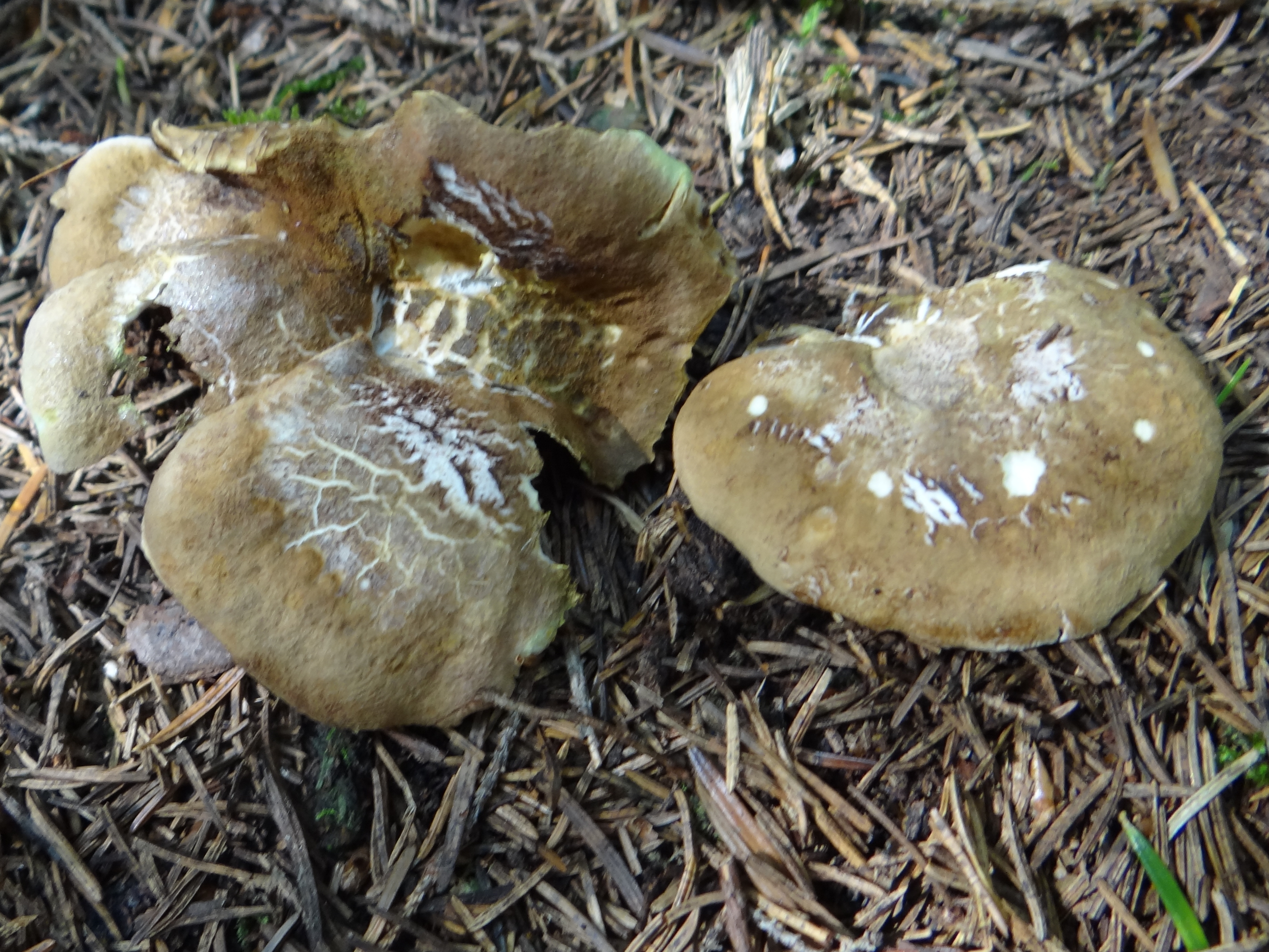
!Albatrellus cristatus
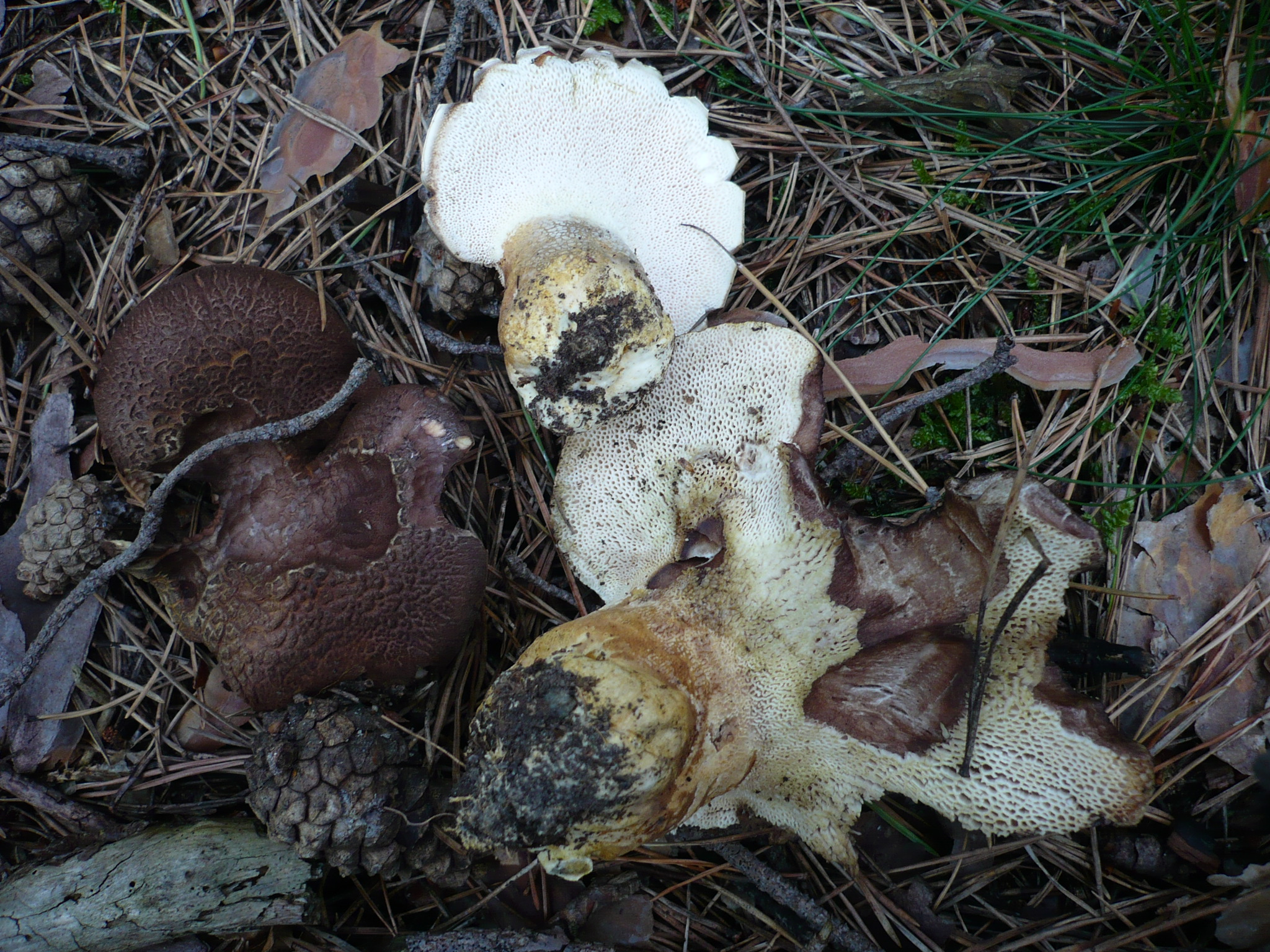
Albatrellus pes-caprae
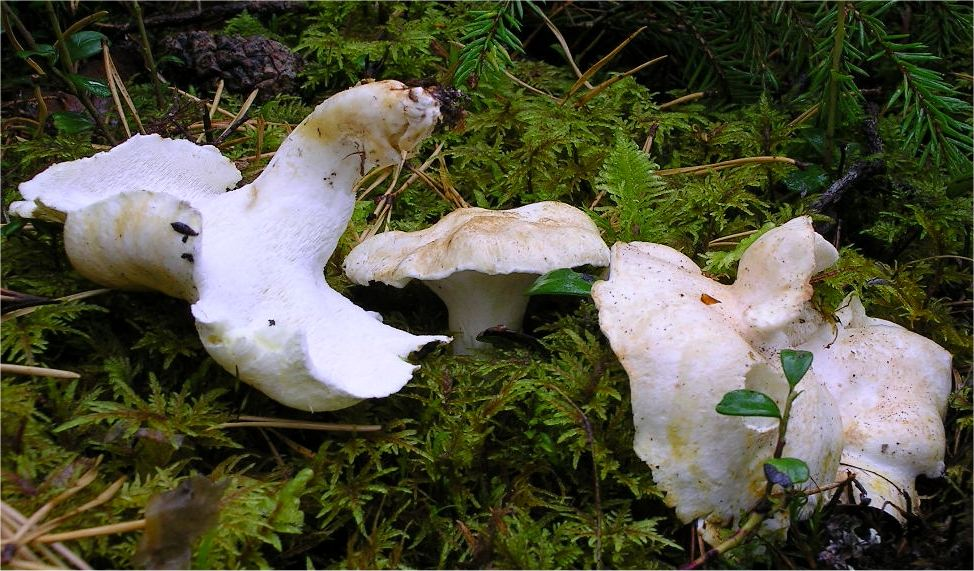
Albatrellus subrubescens
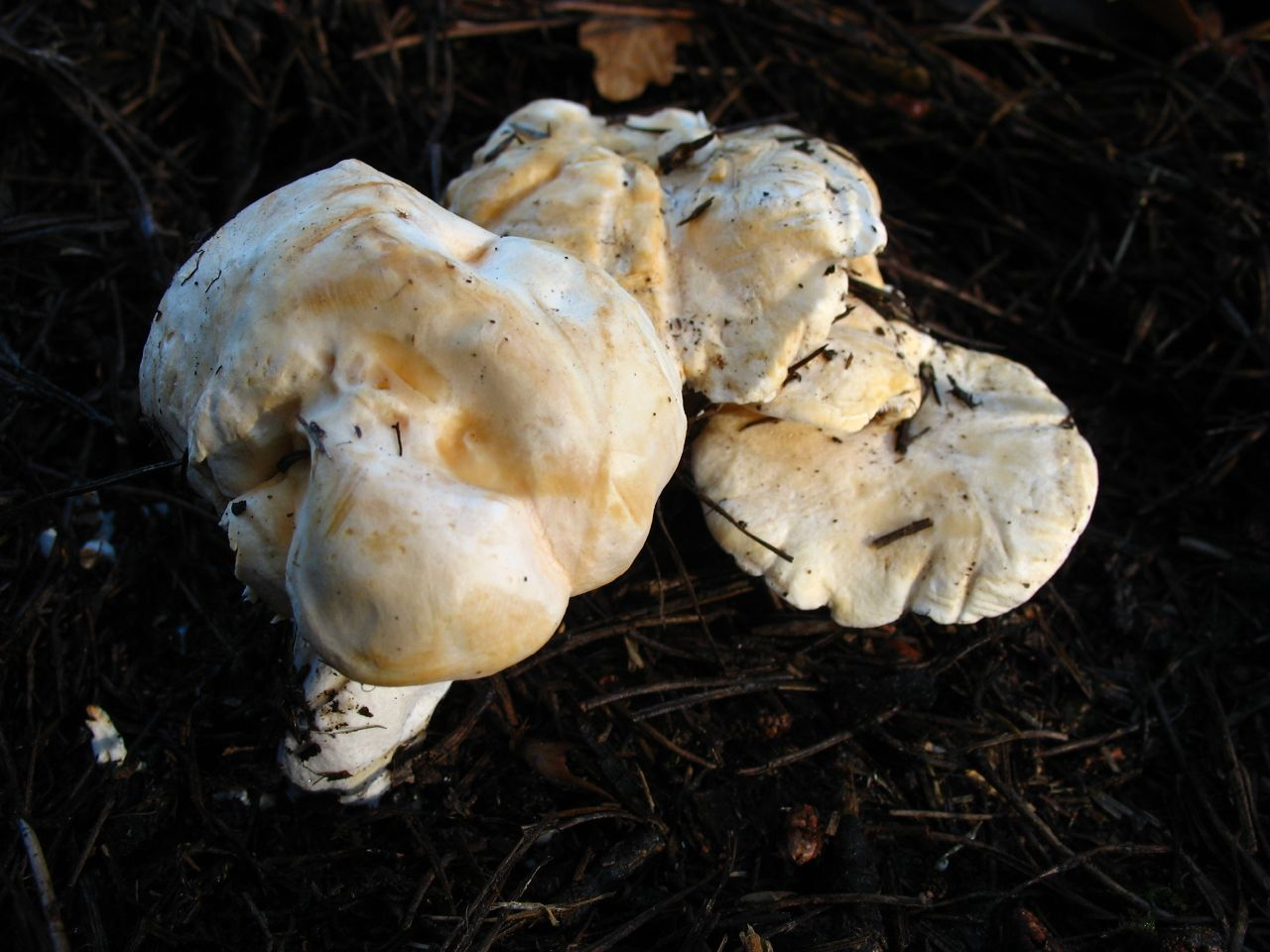
Hydnum repandum
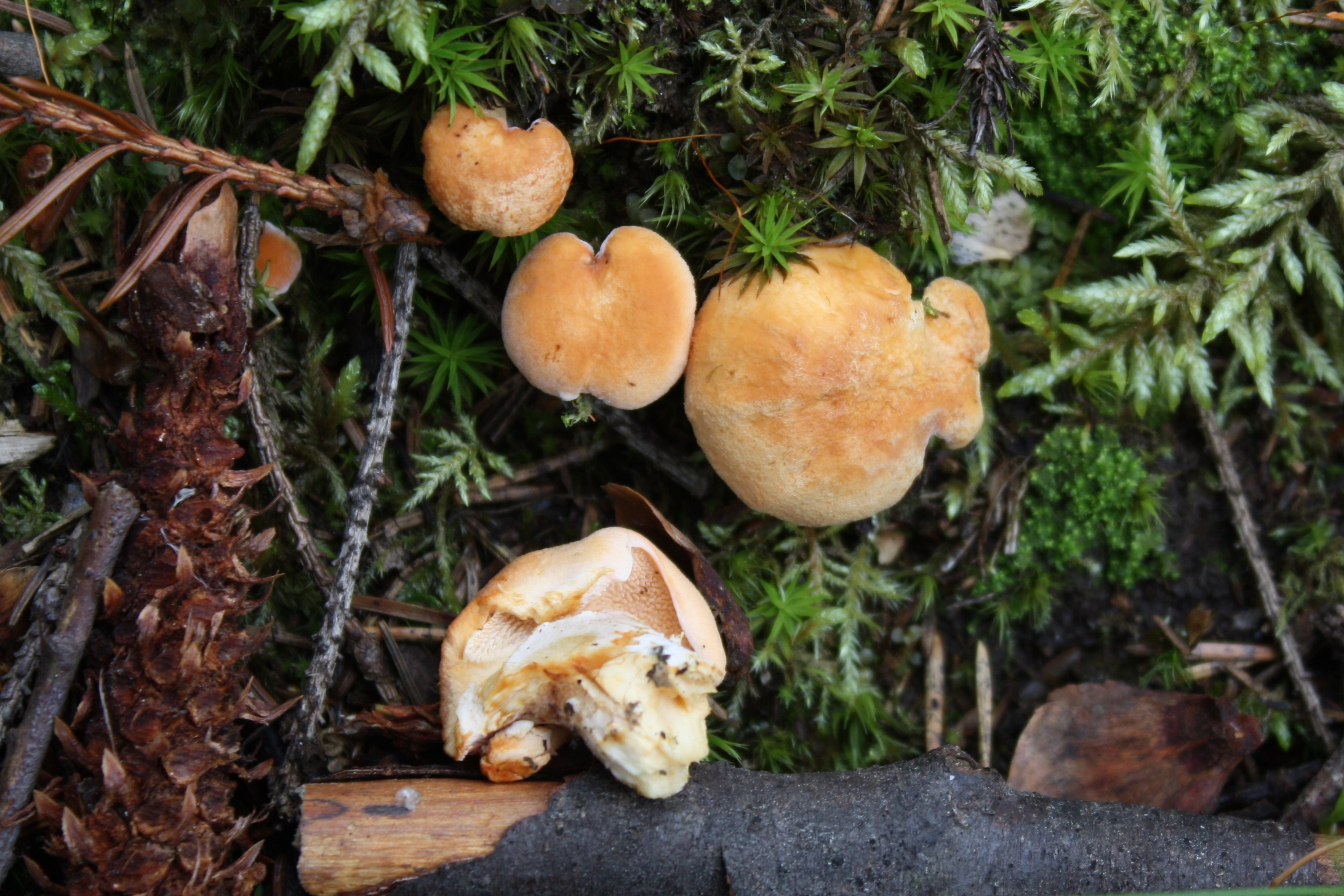
Hydnum rufescens
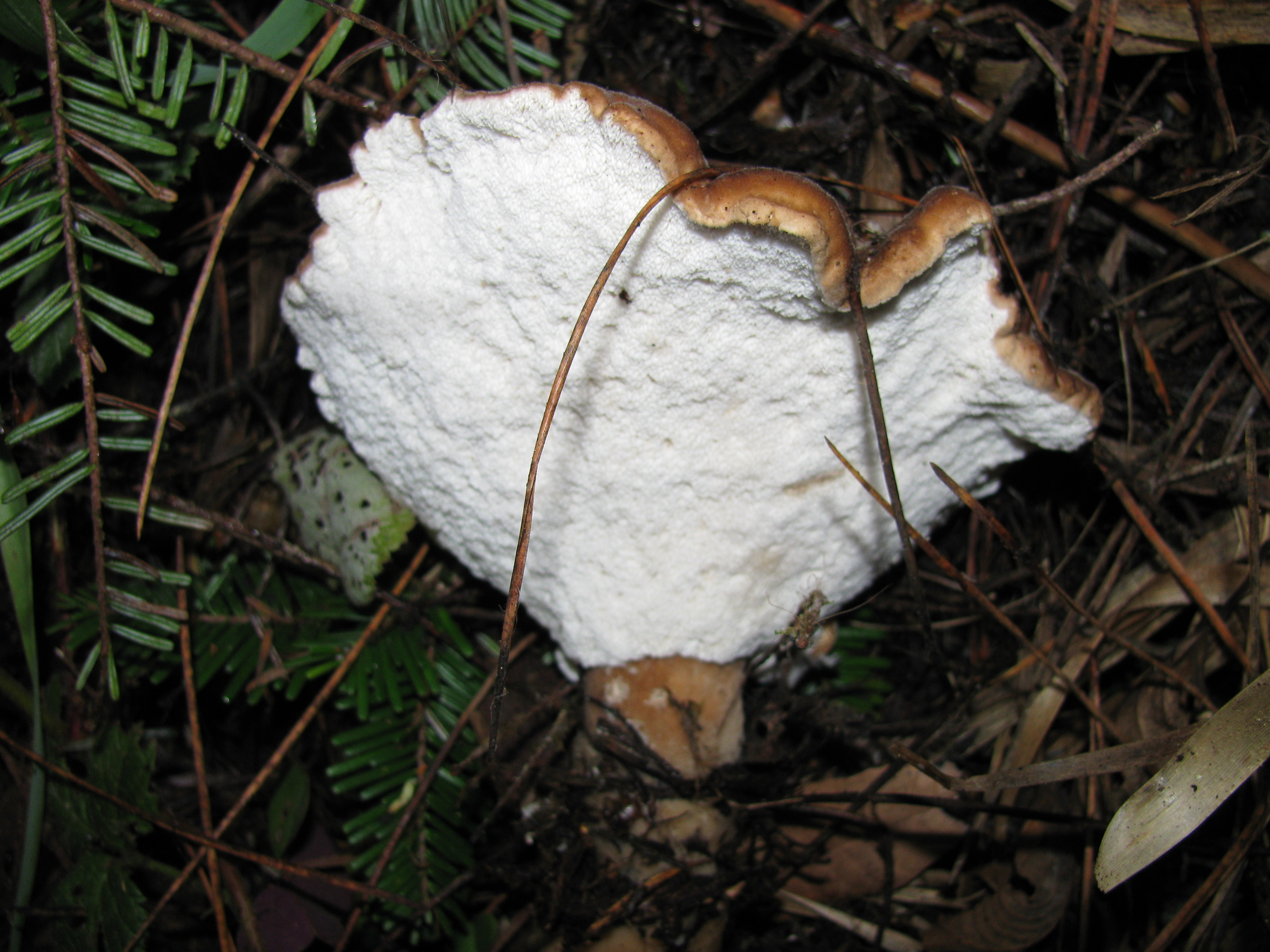
!Jahnoporus hirtus!
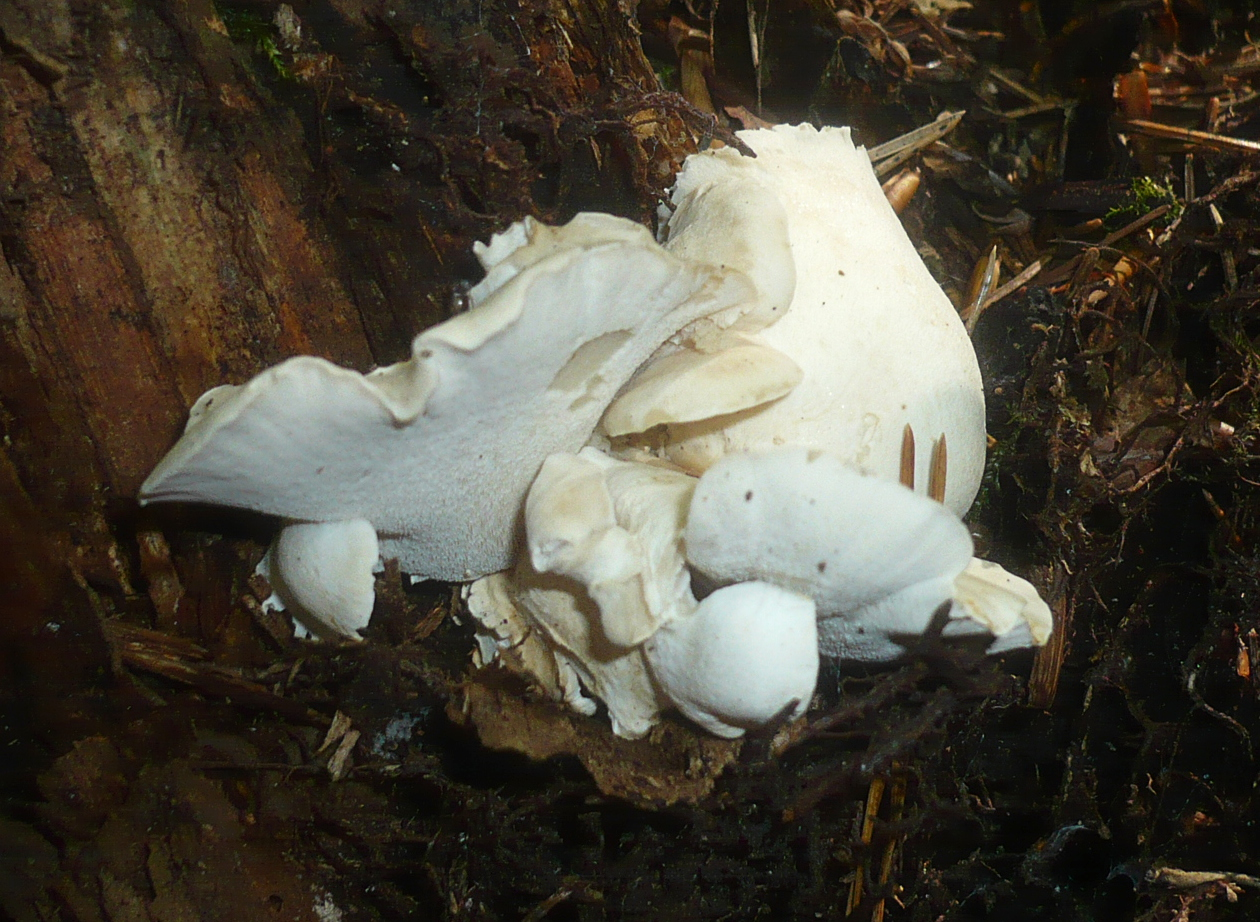
!Osteina obducta sin. Grifola ossea!

## Valorificare
Tânăr (bătrân devine prea elastic și destul de amar), buretele oilor poate fi preparat, tăiat mărunt, asemănător gălbiorilor sau flocoșelului, având o notă mai accentuată de ciuperci în miros și gust. Este excepțional de potrivit pentru conservarea în ulei sau oțet.